# Mittelmeer-Feldmaus
Die Mittelmeer-Feldmaus (Microtus guentheri) ist ein Nagetier in der Familie der Wühler.

## Merkmale
Mit einer Kopfrumpflänge von 109 bis 130 mm, einer Schwanzlänge von 23 bis 32 mm und einem Gewicht von 26 bis 47 g zählt die Art zu den mittelgroßen bis großen Feldmäusen. Das weiche Fell ist oberseits graubraun bis rotbraun, ohne deutliche Grenze zur hellgrauen bis weißen Unterseite. Vereinzelte schwarze Haarspitzen auf der Oberseite erzeugen ein gepunktetes Muster. Bei der Mittelmeer-Feldmaus wiegen Weibchen allgemein 2 bis 3 g weniger als Männchen. Sie besitzen zwei Paar Zitzen auf der Brust und zwei Paar im Leistenbereich. Der Schwanz ist unterseits nur leicht heller. Die Art hat einen robusten Schädel mit weiter Paukenblase (Bulla tympanica).

## Verbreitung
Das Verbreitungsgebiet reicht vom Süden Serbiens, von Nordmazedonien und vom Südosten Bulgariens über Griechenland und weite Bereiche der Türkei bis nach Israel. Eine weitere Population im Nordosten Libyens wird gelegentlich als eigenständige Art gelistet, Microtus mustersi. Das Werk Handbook of the Mammals of the World führt auch die europäische Population zusammen mit der Population im Westen der Türkei als eigenständige Art, Microtus hartingi. Die Mittelmeer-Feldmaus lebt im Flachland und in Mittelgebirgen bis 1500 Meter Höhe. Sie hält sich auf trockenen Grasflächen auf, die entweder natürlich oder angelegt sind. Gelegentlich werden Maisfelder und andere Ackerflächen besucht.

## Lebensweise
Die Mittelmeer-Feldmaus legt komplexe Tunnelsysteme an, deren Gänge meist 10 bis 20 cm tief liegen. Einzelne Tunnel erreichen eine Tiefe von 60 cm. Zum Nest gehören eine Kammer zur Aufzucht der Nachkommen, die mit einem Gespinst aus trockenen Pflanzenteilen gepolstert wird, und bis zu zwei Vorratslager. Während des Sommers ist die Aktivität auf die Dämmerung und die Nacht begrenzt. Zu anderen Jahreszeiten ist die Aktivität unabhängig von der Tageszeit und es kommt kein Winterschlaf vor.
Eine gewöhnliche Familie besteht aus dem Elternpaar und 5 bis 12 Jungtieren. Manche Familien leben über zwei oder mehr Generationen zusammen, wobei das größte dokumentierte Nest sechs Männchen, acht Weibchen und 68 Jungtiere enthielt. Bei diesen Großfamilien hat das Tunnelsystem eine Ausdehnung von bis zu 90 m², während das Nest einer Durchschnittsfamilie 3 bis 20 m² überdeckt. Die Mittelmeer-Feldmaus entfernt sich meist nicht weiter als 10 Meter vom Nesteingang.
In den Vorratslagern werden gesammelte Pflanzensamen gespeichert, die zusammen oft 250 bis 1500 g wiegen. Weiterhin frisst die Mittelmeer-Feldmaus grüne Kräuter und Pflanzenknollen.
In der Natur ist die Fortpflanzung auf die Zeit zwischen November und April beschränkt. Bei Labortieren erfolgte die Geburt der bis zu 10 Nachkommen pro Wurf nach 21 Tagen Trächtigkeit. Da Weibchen kurz nach der Geburt paarungsbereit sind, kam es unter Laborbedingungen zu Würfen mit 21 bis 25 Tagen Abstand. Auch für wildlebende Exemplare wird vermutet, dass ein Weibchen pro Paarungszeit bis zu 60 Nachkommen erzeugen kann. Der Nachwuchs ist bei Geburt nackt mit geschlossenen Augen und Gehörgängen. Die ersten Haarspitzen sind nach etwa vier Tagen zu sehen und die Tiere können nach zirka 10 Tagen sehen und hören. Die Jungtiere werden allgemein 15 bis 21 Tage gesäugt, beginnen jedoch schon nach 10 Tagen mit fester Nahrung. Vereinzelt tritt die Geschlechtsreife nach 30 (Männchen) oder 36 (Weibchen) Tagen ein. Die meisten Weibchen sind nach 60 Tagen fortpflanzungsfähig, während der Wert für Männchen bei 90 Tagen liegt.

## Gefährdung
Für die Art liegen keine Bedrohungen vor und sie kann sich an veränderte Landschaften anpassen. In Landwirtschaftsgebieten wird die Mittelmeer-Feldmaus als Schädling betrachtet. Die IUCN listet sie als nicht gefährdet (Least Concern).